# Nuestra Señora del Buen Camino
Madonna Della Strada o Santa Maria Della Strada, traducido como Nuestra Señora del Buen Camino o Virgen del Buen Camino, es una imagen de la Virgen María que se encuentra en la Iglesia del Gesù, iglesia madre de la Compañía de Jesús en Roma. La imagen, popular en los siglos XVI y XVII, fue vista por primera vez por san Ignacio de Loyola en 1523. La devoción a la imagen establecida por este fundador se extendió a la Compañía: varios de sus compañeros y padres cofundadores de la Compañía oraron ante ella en Roma, tal el caso de Francisco Javier y Pedro Fabro.

## Historia

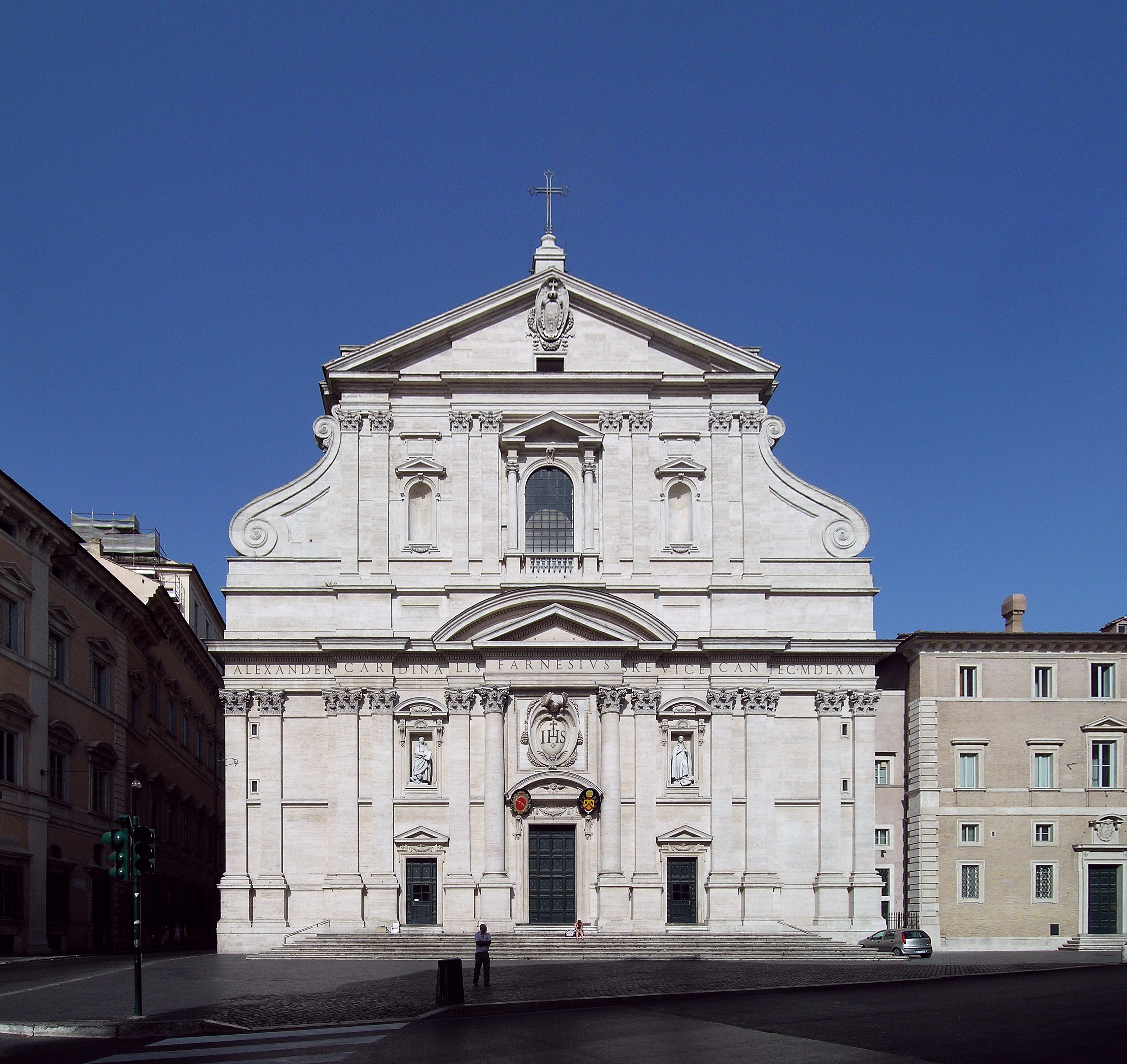
Iglesia del Gesù, Roma.

En el año 425 dC, la familia Astalli erigió un santuario a la Virgen María en el distrito séptimo de la antigua ciudad de Roma. La Virgen de este santuario era a veces llamada la "Madonna degli Astalli", o la "Virgen de la Astalli familia". A ese ícono se lo llamaría posteriormente la Madonna Della Strada.
La imagen original de esa «Virgen del Buen Camino» es un anónimo producto de la escuela romana difundida entre los siglos XV y XVI. Antes que la Compañía de Jesús obtuviera la aprobación de la Santa Sede, Ignacio de Loyola y sus compañeros —ya conocidos por su celo apostólico y sus buenas obras— se ubicaron en Roma en una pequeña iglesia dedicada a Nuestra Señora del Buen Camino (Madonna della Strada). Allí predicaban y celebraban misa con frecuencia. Uno de los jesuitas iniciales fue el sacerdote diocesano Pietro Codacio, quien en 1539 se convirtió en el primer italiano a entrar en la Compañía de Jesús.
Después de establecer la Compañía de Jesús en 1540, Pablo III otorgó esa pequeña iglesia a san Ignacio y sus compañeros en febrero de 1541 para que funcionara como ubicación de la Compañía de Jesús en Roma. El propio Padre Codacio se convirtió en el párroco de Santa Maria della Strada al año siguiente y, a petición de este, la iglesia fue formalmente puesta bajo el cuidado de la Compañía en 1542.

## Devoción
Entre 1569 y 1575 debió de estar expuesta en la cercana iglesia de San Marcos. En 1696 la capilla fue adornada con mármoles, frescos y tablas que representan escenas de la vida de la Virgen y se añadió una inscripción latina que recuerda a san Ignacio y a san Francisco de Borja celebrando la eucaristía ante la Virgen.
A esta imagen san Ignacio y sus primeros compañeros profesaron gran devoción: san Francisco Javier, apóstol de Oriente; el beato Pedro Fabro, primer compañero de Ignacio, hombre bueno y misionero en Europa; san Pedro Canisio, autor del catecismo y fundador de colegios en Alemania; san Estanislao de Kostka, novicio enviado por Canisio a Roma, que fue recibido por san Francisco de Borja, y san Felipe Neri. Todos buscaban en María el consuelo y la intercesión de la Señora.

## La Virgen y la Compañía de Jesús
Nuestra Señora del Buen Camino atrajo la devoción de los primeros jesuitas, así como muchos de los fieles. 
En 1568, el Cardenal Alessandro Farnese comenzó la construcción de la Iglesia Gesú de Roma, la Iglesia madre de los Jesuitas, en lugar de la iglesia donde se exhibía el icono de la Madonna della Strada. Concebida por vez primera en 1551 por san Ignacio de Loyola, el Gesù fue también el hogar del General Superior de la Compañía de Jesús hasta la supresión de la orden en 1773.
Cuando la iglesia de Santa Maria della Strada fue derrumbada para dar paso a la monumental iglesia madre de la sociedad, la Iglesia del Gesù, la imagen de la Madonna della Strada consagrada en la antigua iglesia se conservó en una capilla del santuario. La tradición era que para conmemorar los santuarios y las iglesias que ya existían en las tierras usadas para nuevas iglesias, se construían capillas dedicados a esos íconos desplazados, dentro de las nuevas y más grandes iglesias. Por lo tanto, en la Iglesia de Gesú se hizo una capilla a la Madonna della Strada.

## Difusión de la devoción
La difusión de la devoción a la Madonna Della Strada se extendió a otros países. Existe una capilla dedicada a ella en la Universidad Loyola en Chicago, cuyo proyecto de construcción fue supervisado por James Mertz. También en la Universidad de Scranton de la Compañía de Jesús, ubicada en Scranton (Pensilvania), y en la Universidad Marquette en Milwaukee (Wisconsin).
La Sociedad de la Virgen del Camino es un instituto secular internacional de derecho pontificio —decretado como tal en 1953— con sede en Viena, Austria, que sigue la espiritualidad de san Ignacio de Loyola en la vida cotidiana.
En México en Guadalajara Jalisco hay una Parroquia en su honor cuyo domicilio se encuentra en Calle Hacienda la Colmena, Batalla de Chilapa número 4502, colonia Unidad Habitacional Río Verde Oblatos, C.P. 44700.